# František Štědrý
František Štědrý (5. září 1847 Hostomice – 26. ledna 1932 Praha) byl český katolický kněz a historik. Pastorační službu vykonával na Peruci a ve Slavětíně. Tématem jeho historických prací byly zejména dějiny vesnic na Lounsku a protireformace.

## Životopis

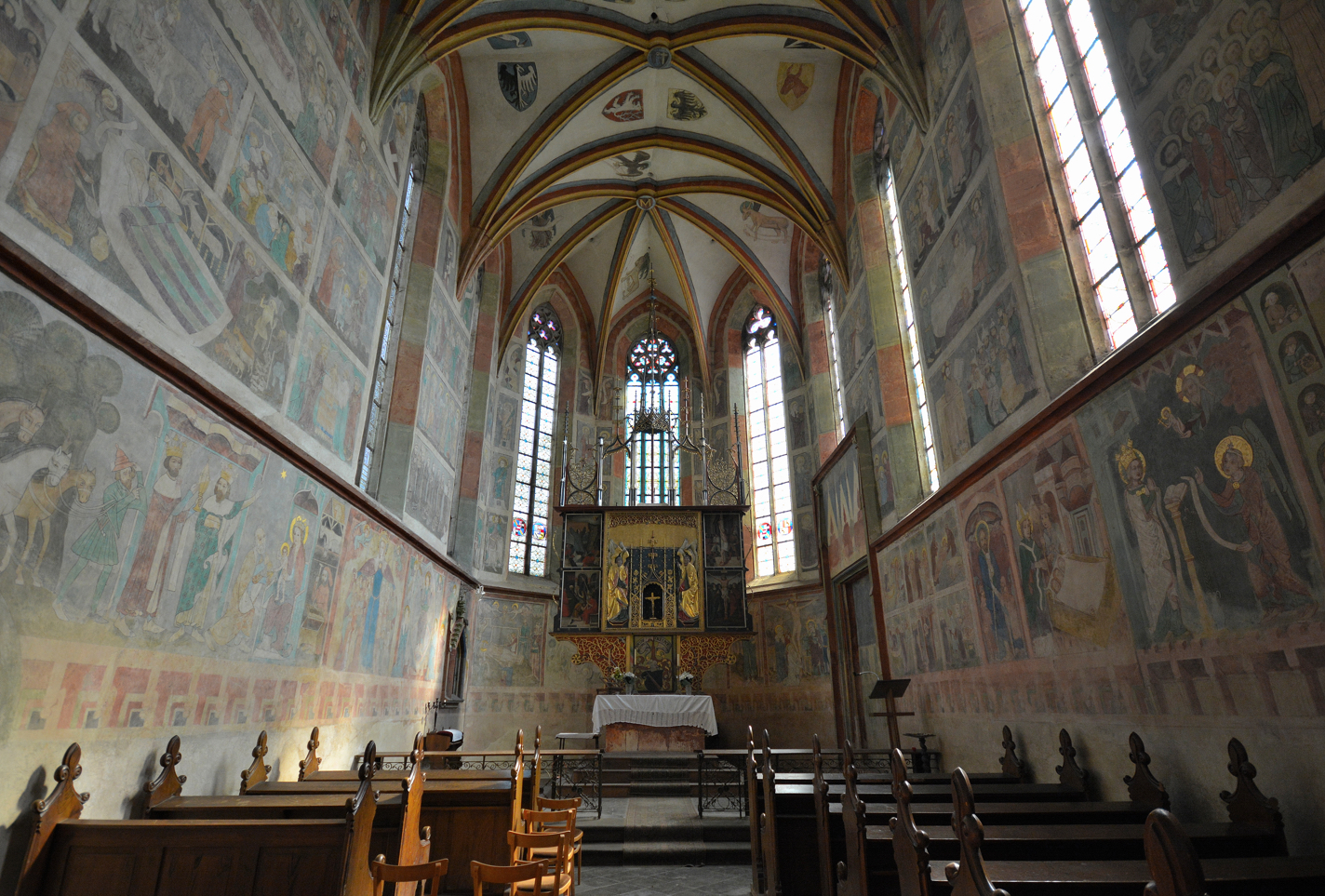
Interiér kostela sv. Jakuba ve Slavětíně

Narodil se 5. září 1847 v Hostomicích poblíž Berouna. Jeho stejnojmenný otec byl cvočkařský tovaryš, matka Marie byla dcerou ševce. Obě rodiny bydlely v jednom domě, v popisném čísle 117. Chlapec byl legitimizován dodatečným sňatkem rodičů v říjnu téhož roku. Štědrý studoval na gymnáziu v Benešově a na některém z pražských gymnázií. Pak absolvoval Teologickou fakultu Univerzity Karlovy a v roce 1873 byl vysvěcen.
Prvním Štědrého působištěm se stala Peruc, kde vykonával funkci kaplana. Perucká fara byla v té době centrem českého národnostního hnutí. Jako farář zde působil bolzanista František Daneš, kterého jezdili navštěvovat mj. Karel Havlíček Borovský, František Palacký, Václav Vladivoj Tomek, Svatopluk Čech, František Ladislav Rieger, Karel Sabina. Intelektuální ovzduší na Peruci na Štědrého zapůsobilo a probudilo v něm zájem o historii. Po Danešově úmrtí krátce peruckou faru administroval a roku 1892 se stal farářem ve Slavětíně. Zde zůstal až do konce života. Dalším impulzem pro dějepisná studia se nepochybně stal tamní románsko-gotický kostel svatého Jakuba Většího, vyzdobený rozsáhlým cyklem nástěnných maleb.

## Dílo

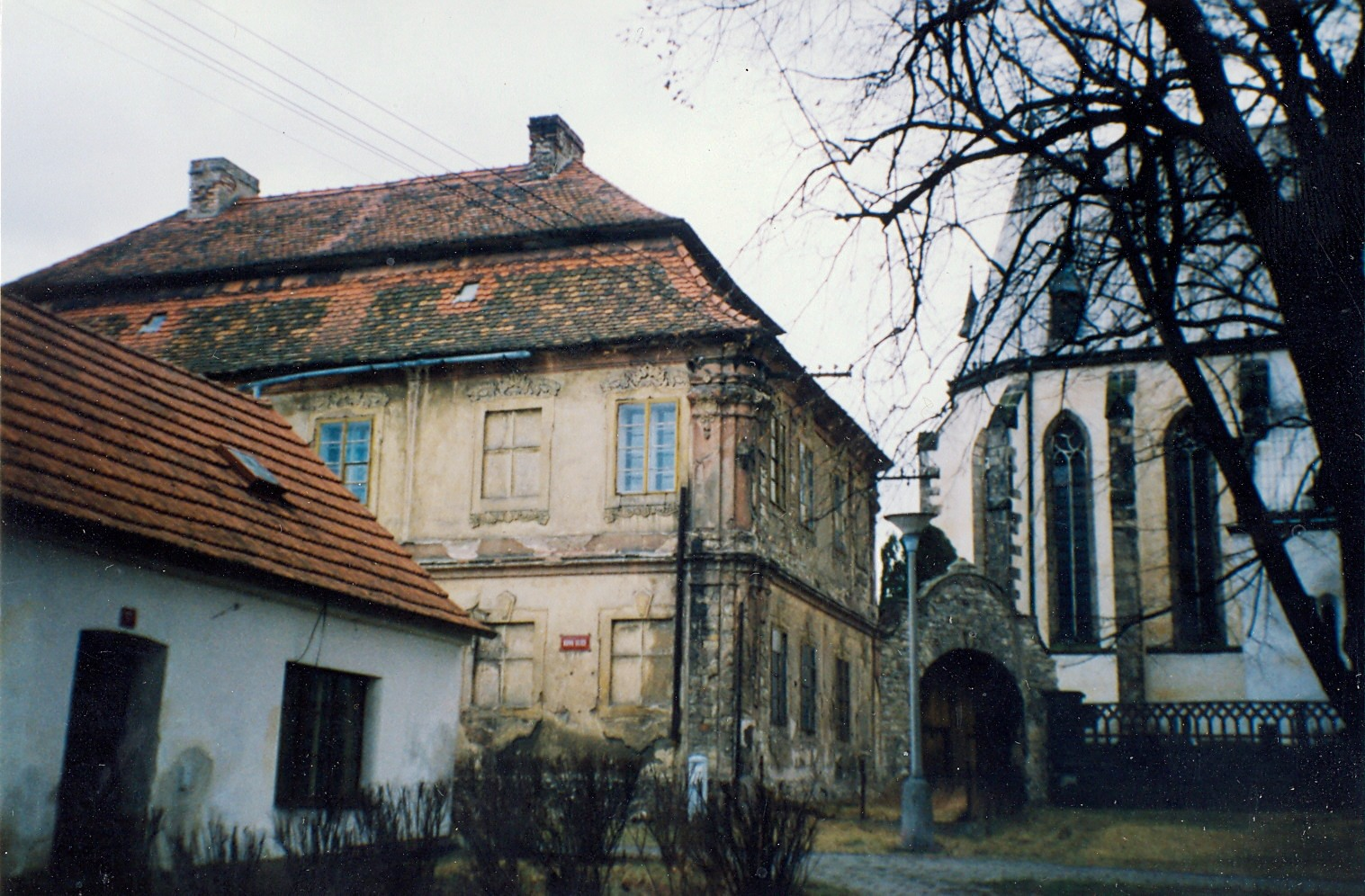
Fara ve Slavětíně - Štědrého působiště

Hned v roce 1892 publikoval Štědrý svůj první historický článek. Jeho primární zájem představovalo Lounsko. Podklady pro své studie sbíral slavětínský farář nejen na okolních farách a obecních úřadech, ale také v centrálních institucích v Praze. Studoval v Archivu ministerstva vnitra i v Archivu Národního muzea, na jehož schodech ho také zastihla smrt. V Archivu hlavního města Prahy se účastnil debat kroužku, do něhož patřili mj. Josef Emler, Zikmund Winter, Alois Jirásek a Hugo Toman.
Už vzhledem ke svému kněžskému stavu se však Štědrý orientoval hlavně na skupinu katolických historiků: Klementa Borového, Antonína Podlahu či Františka Krásla, soustředěných kolem Sborníku historického kroužku.
Štědrého bibliografie zahrnuje časové rozmezí 1892–1931 a obsahuje 71 monografií a časopiseckých studií, nepočítaje drobnosti a polemiky. Některé spisy vydával vlastním nákladem, jiné vycházely na pokračování v různých periodikách a novinách. Nejčastěji to byly Method, noviny Lounské hlasy a především Sborník historického kroužku.
Tematicky byl Štědrý zaměřen především na historii obcí na Lounsku, které zpracoval takřka všechny. Dále se zabýval dějinami protireformace, příležitostně psal také o historii středních Čech. Dějiny obcí mívaly ve Štědrého podání ustálenou strukturu. První část pojednávala o majitelích vsi, druhá o církevní správě a třetí obsahovala historický místopis, v němž autor popsal posloupnost majitelů jednotlivých statků a domů. Jako pramen mu sloužily pozemkové knihy a urbáře. Z rozsáhlejších Štědrého prací lze jmenovat Stavivo k podrobné historii církevní v Čechách, jež vycházelo na pokračování ve Sborníku historického kroužku v letech 1910–1914, Sv. Jan Nepomucký, s krátkým nástinem dějů kláštera a města Nepomuku, vydaný Gustavem Franclem v Praze roku 1917, a Dějiny města Loun, které vyšly nákladem Klubu českých turistů v Lounech roku 1930. Pouze v rukopise zůstal takřka devítisetstránkový opus Obnovení katolického náboženství v Čechách po bitvě bělohorské v 17. století.
Štědrého práce jsou dnes již antikvovány. Slavětínský farář neprošel akademickým školením a na jeho díle to je vidět. Zhusta se jedná jen o opisy historických pramenů, často přepsaných s chybami, bez jejich kritického rozboru. Interpretace historických faktu ve Štědrého pracích zcela absentuje. Typickou ukázkou jsou zmíněné Dějiny města Loun, které metodicky příliš nepokročily oproti svému o šedesát let staršímu předchůdci. I dnešním regionálním historikům však může být Štědrého dílo v lecčems užitečné. Slouží jako první informace o pramenech k dějinám té které vesnice. Štědrého tvrzení a opisy pramenů je však nutno vždy ověřit. S výhradou lze užívat rovněž pasáže zabývající se historickým místopisem vesnic.
Pozůstalost Františka Štědrého je uložena na dvou místech: ve Státním okresním archivu v Lounech a v Literárním archivu Památníku národního písemnictví. Lounská pozůstalost obsahuje mj. lístkovou kartotéku historického místopisu Loun, ta pražská zmíněný rukopis Obnovení katolického náboženství v Čechách.